# Grand Prix automobile de Bahreïn 2023
GP précédent GP suivant
Le Grand Prix automobile de Bahreïn 2023 (2023 Formula 1 Gulf Air Bahrain Grand Prix), disputé le 5 mars 2023, sur le circuit international de Sakhir est la 1080e épreuve du championnat du monde de Formule 1 courue depuis 1950. Il s'agit de la 20e édition du Grand Prix de Bahreïn comptant pour le championnat du monde et de la première manche du championnat 2023.
Max Verstappen commence la saison comme il a achevé la précédente, en pole position, la 21e de sa carrière. Les Red Bull RB19 monopolisent la première ligne, Sergio Pérez parvenant à se hisser à ses côtés sur la grille à sa deuxième tentative en Q3. Troisième, à 292 millièmes de seconde du poleman, Charles Leclerc a, pour sa part, préféré n'effectuer qu'une seule tentative pour conserver un train de pneumatiques tendres pour la course ; il est accompagné en deuxième ligne par son coéquipier Carlos Sainz. Très en vue lors des séances d'essais au volant de l'Aston Martin AMR23, Fernando Alonso se qualifie en cinquième position, devant les Mercedes de George Russell et Lewis Hamilton, qui partage la quatrième ligne avec Lance Stroll. La cinquième ligne est composée d'Esteban Ocon et Nico Hülkenberg. Les écarts entre les pilotes sont faibles, moins d'une seconde séparant les sept premiers.
Les cinquante-sept tours de la course prennent la forme d'une balade pour Max Verstappen qui mène l'intégralité de l'épreuve hormis deux tours au moment des premiers changements de pneumatiques ; il termine avec onze secondes d'avance sur son coéquipier Sergio Pérez et laisse le troisième, Fernando Alonso, à presque quarante secondes. Il remporte sa trente-sixième victoire en Formule 1 tandis que Red Bull Racing, qui possède en ce début de saison avec la RB19 une monoplace nettement supérieure à la concurrence, réalise son vingt-troisième doublé. 
Au départ, Charles Leclerc s'élance mieux que Pérez et boucle le premier tour en deuxième position alors qu'Alonso, doublé d'entrée par les Mercedes, se retrouve septième. Aux premiers changements de pneus, les pilotes Red Bull restent en pneus tendres alors que ceux de Ferrari passent en pneus durs. Ressorti des stands, au dix-huitième tour, avec neuf secondes de retard sur Leclerc, Pérez le rattrape prestement et le dépasse sans coup férir dans la vingt-sixième boucle. Dès lors, la Ferrari no 16 poursuit en troisième position, sans être menacée jusqu'à l'abandon, sur perte de puissance, au quarante-et-unième tour ; la troisième place revient dès lors à Carlos Sainz. Fernando Alonso, toujours en verve au volant de l'AMR23, prend le meilleur sur les Mercedes de George Russell puis de Lewis Hamilton, au trente-huitième tour, au prix d'une brillante manœuvre dans le virage en épingle no 10 ; il fonce ensuite sur Sainz, dont les pneus se dégradent plus vite que les siens, et le double au quarante-cinquième tour pour aller chercher le 99e podium de sa carrière en s'écriant : « Cette voiture est géniale à conduire ! » Il est élu « pilote du jour ». 
Ferrari se contente de la quatrième place de Sainz, qui devance Hamilton. Lance Stroll, handicapé par des blessures aux poignets dont il a souffert durant la course, se classe sixième devant Russell. Valtteri Bottas préserve sa huitième place face à Pierre Gasly qui, parti de la dernière place de la grille, termine neuvième pour sa première course avec Alpine, au prix de nombreux dépassements et de bons choix stratégiques. Alexander Albon prend le point restant, alors que Zhou Guanyu, réservoir quasi-vide et pneus neuf chaussés à trois tours de l'arrivée, réalise le record du tour, sans obtenir le point bonus associé puisqu'il termine hors des points.  
Le classement du championnat du monde des pilotes est identique à celui de la course ; chez les constructeurs, Red Bull Racing obtient les 43 points du doublé et devance Aston Martin (23 points). Mercedes, qui a aussi ses deux pilotes dans les points, est troisième (16 points) ; suivent Ferrari (12 points), Alfa Romeo (4 points), Alpine (2 points) et Williams (1 point).

## Contexte avant la course
Lance Stroll, blessé lors d'une chute à vélo, a dû être remplacé par Felipe Drugovich lors des trois jours d'essais hivernaux qui se sont tenus une semaine avant le Grand Prix automobile de Bahreïn, sur le circuit de Sakhir, du 23 au 25 février,. Il déclare : « Je suis tombé de mon vélo, je suis tombé très fort. J'ai su tout de suite que je m'étais cassé quelque chose, que mes deux poignets étaient touchés. Et mon orteil, je m'en suis rendu compte en fin de journée car j'étais très concentré sur mes poignets. J'ai dû marcher 20 ou 30 minutes pour revenir de l'endroit où je suis tombé jusqu'à la voiture, car on roulait dans la forêt. Je me disais déjà que j'allais probablement manquer quelques Grands Prix, peut-être revenir en Australie,. »
Le Canadien souffre de quatre fractures, une au poignet droit devant être opérée le plus rapidement possible, deux au poignet gauche et une fracture à l'orteil, non opérable. Son poignet gauche nécessite une immobilisation pendant deux à quatre semaines, le poignet droit et l'orteil devant être laissés au repos. Le mercredi précédant l'épreuve, après une séance de simulateur, la décision a été prise de tenter de prendre part au Grand Prix de Bahreïn.

## Pneus disponibles
| Pneus pour piste sèche | Pneus pour piste sèche | Pneus pour piste sèche | Pneus pluie    | Pneus pluie |
| ---------------------- | ---------------------- | ---------------------- | -------------- | ----------- |
| Durs (Type C1)         | Medium (Type C2)       | Tendres (Type C3)      | Intermédiaires | Pluie       |

## Essais libres

### Première séance, le vendredi de 14 h 30 à 15 h 30
| Pos. | Pilote          | Voiture               | Chrono         | Écart     |
| ---- | --------------- | --------------------- | -------------- | --------- |
| 1    | Sergio Pérez    | Red Bull-Honda RBPT   | 1 min 32 s 758 |           |
| 2    | Fernando Alonso | Aston Martin-Mercedes | 1 min 33 s 196 | + 0 s 438 |
| 3    | Max Verstappen  | Red Bull-Honda RBPT   | 1 min 33 s 375 | + 0 s 617 |
| 4    | Lando Norris    | McLaren-Mercedes      | 1 min 34 s 165 | + 1 s 407 |
| 5    | Charles Leclerc | Ferrari               | 1 min 34 s 257 | + 1 s 499 |
| 6    | Lance Stroll    | Aston Martin-Mercedes | 1 min 34 s 298 | + 1 s 540 |

### Deuxième séance, le vendredi de 18 h à 19 h
| Pos. | Pilote          | Voiture               | Chrono         | Écart     |
| ---- | --------------- | --------------------- | -------------- | --------- |
| 1    | Fernando Alonso | Aston Martin-Mercedes | 1 min 30 s 907 |           |
| 2    | Max Verstappen  | Red Bull-Honda RBPT   | 1 min 31 s 076 | + 0 s 169 |
| 3    | Sergio Pérez    | Red Bull-Honda RBPT   | 1 min 31 s 078 | + 0 s 171 |
| 4    | Charles Leclerc | Ferrari               | 1 min 31 s 367 | + 0 s 460 |
| 5    | Nico Hülkenberg | Haas-Ferrari          | 1 min 31 s 376 | + 0 s 469 |
| 6    | Lance Stroll    | Aston Martin-Mercedes | 1 min 31 s 450 | + 0 s 543 |

### Troisième séance, le samedi de 14 h 30 à 15 h 30
| Pos. | Pilote          | Voiture               | Chrono         | Écart     |
| ---- | --------------- | --------------------- | -------------- | --------- |
| 1    | Fernando Alonso | Aston Martin-Mercedes | 1 min 32 s 340 |           |
| 2    | Max Verstappen  | Red Bull-Honda RBPT   | 1 min 32 s 345 | + 0 s 005 |
| 3    | Sergio Pérez    | Red Bull-Honda RBPT   | 1 min 32 s 446 | + 0 s 106 |
| 4    | Lewis Hamilton  | Mercedes              | 1 min 32 s 555 | + 0 s 215 |
| 5    | Charles Leclerc | Ferrari               | 1 min 32 s 624 | + 0 s 284 |
| 6    | George Russell  | Mercedes              | 1 min 32 s 731 | + 0 s 391 |

## Séance de qualifications

### Résultats des qualifications et grille de départ
| Pos.                                                                                      | Pilote           | Écurie                | Qualifications 1 | Qualifications 2 | Qualifications 3 |
| ----------------------------------------------------------------------------------------- | ---------------- | --------------------- | ---------------- | ---------------- | ---------------- |
| 1                                                                                         | Max Verstappen   | Red Bull-Honda RBPT   | 1 min 31 s 295   | 1 min 30 s 503   | 1 min 29 s 708   |
| 2                                                                                         | Sergio Pérez     | Red Bull-Honda RBPT   | 1 min 31 s 479   | 1 min 30 s 746   | 1 min 29 s 846   |
| 3                                                                                         | Charles Leclerc  | Ferrari               | 1 min 31 s 094   | 1 min 30 s 282   | 1 min 30 s 000   |
| 4                                                                                         | Carlos Sainz Jr. | Ferrari               | 1 min 30 s 993   | 1 min 30 s 515   | 1 min 30 s 154   |
| 5                                                                                         | Fernando Alonso  | Aston Martin-Mercedes | 1 min 31 s 158   | 1 min 30 s 645   | 1 min 30 s 336   |
| 6                                                                                         | George Russell   | Mercedes              | 1 min 31 s 057   | 1 min 30 s 507   | 1 min 30 s 340   |
| 7                                                                                         | Lewis Hamilton   | Mercedes              | 1 min 31 s 543   | 1 min 30 s 513   | 1 min 30 s 384   |
| 8                                                                                         | Lance Stroll     | Aston Martin-Mercedes | 1 min 31 s 184   | 1 min 31 s 127   | 1 min 30 s 836   |
| 9                                                                                         | Esteban Ocon     | Alpine-Renault        | 1 min 31 s 508   | 1 min 30 s 914   | 1 min 30 s 984   |
| 10                                                                                        | Nico Hülkenberg  | Haas-Ferrari          | 1 min 31 s 204   | 1 min 30 s 809   | Pas de temps     |
| 11                                                                                        | Lando Norris     | McLaren-Mercedes      | 1 min 31 s 652   | 1 min 31 s 381   |                  |
| 12                                                                                        | Valtteri Bottas  | Alfa Romeo-Ferrari    | 1 min 31 s 504   | 1 min 31 s 443   |                  |
| 13                                                                                        | Zhou Guanyu      | Alfa Romeo-Ferrari    | 1 min 31 s 615   | 1 min 31 s 473   |                  |
| 14                                                                                        | Yuki Tsunoda     | AlphaTauri-Honda RBPT | 1 min 31 s 400   | 1 min 32 s 510   |                  |
| 15                                                                                        | Alexander Albon  | Williams-Mercedes     | 1 min 31 s 461   | Pas de temps     |                  |
| 16                                                                                        | Logan Sargeant   | Williams-Mercedes     | 1 min 31 s 652   |                  |                  |
| 17                                                                                        | Kevin Magnussen  | Haas-Ferrari          | 1 min 31 s 892   |                  |                  |
| 18                                                                                        | Oscar Piastri    | McLaren-Mercedes      | 1 min 32 s 101   |                  |                  |
| 19                                                                                        | Nyck de Vries    | AlphaTauri-Honda RBPT | 1 min 32 s 121   |                  |                  |
| 20                                                                                        | Pierre Gasly     | Alpine-Renault        | 1 min 32 s 181   |                  |                  |
| Temps minimal à réaliser pour la qualification : 1 min 37 s 362 (107 % de 1 min 30 s 993) |                  |                       |                  |                  |                  |

## Course

### Classement de la course
| Pos. | no | Pilote           | Écurie                | Tours | Temps/Abandon                      | Grille | Points |
| ---- | -- | ---------------- | --------------------- | ----- | ---------------------------------- | ------ | ------ |
| 1    | 1  | Max Verstappen   | Red Bull-Honda RBPT   | 57    | 1 h 33 min 56 s 736 (196,862 km/h) | 1      | 25     |
| 2    | 11 | Sergio Pérez     | Red Bull-Honda RBPT   | 57    | + 11 s 987                         | 2      | 18     |
| 3    | 14 | Fernando Alonso  | Aston Martin-Mercedes | 57    | + 38 s 637                         | 5      | 15     |
| 4    | 55 | Carlos Sainz Jr. | Ferrari               | 57    | + 48 s 052                         | 4      | 12     |
| 5    | 44 | Lewis Hamilton   | Mercedes              | 57    | + 50 s 977                         | 7      | 10     |
| 6    | 18 | Lance Stroll     | Aston Martin-Mercedes | 57    | + 54 s 502                         | 8      | 8      |
| 7    | 63 | George Russell   | Mercedes              | 57    | + 55 s 873                         | 6      | 6      |
| 8    | 77 | Valtteri Bottas  | Alfa Romeo-Ferrari    | 57    | + 1 min 12 s 647                   | 12     | 4      |
| 9    | 10 | Pierre Gasly     | Alpine-Renault        | 57    | + 1 min 13 s 753                   | 20     | 2      |
| 10   | 23 | Alexander Albon  | Williams-Mercedes     | 57    | + 1 min 29 s 774                   | 15     | 1      |
| 11   | 22 | Yuki Tsunoda     | AlphaTauri-Honda RBPT | 57    | + 1 min 30 s 870                   | 14     |        |
| 12   | 2  | Logan Sargeant   | Williams-Mercedes     | 56    | + 1 tour                           | 16     |        |
| 13   | 20 | Kevin Magnussen  | Haas-Ferrari          | 56    | + 1 tour                           | 17     |        |
| 14   | 21 | Nyck de Vries    | AlphaTauri-Honda RBPT | 56    | + 1 tour                           | 19     |        |
| 15   | 27 | Nico Hülkenberg  | Haas-Ferrari          | 56    | + 1 tour (dont 15 s de pénalité)   | 10     |        |
| 16   | 24 | Zhou Guanyu      | Alfa Romeo-Ferrari    | 56    | + 1 tour                           | 13     |        |
| 17   | 4  | Lando Norris     | McLaren-Mercedes      | 55    | + 2 tours                          | 11     |        |
| Abd. | 31 | Esteban Ocon     | Alpine-Renault        | 41    | Problème mécanique                 | 9      |        |
| Abd. | 16 | Charles Leclerc  | Ferrari               | 39    | Boîtier électronique               | 3      |        |
| Abd. | 81 | Oscar Piastri    | McLaren-Mercedes      | 13    | Électronique                       | 18     |        |

### Pole position et record du tour
- Pole position :  Max Verstappen (Red Bull-Honda RBPT) en 1 min 29 s 708 (217,185 km/h)[11].
- Meilleur tour en course :  Zhou Guanyu (Alfa Romeo-Ferrari) en 1 min 33 s 996 (207,277 km/h) au cinquante-sixième tour ; seizième de la course, il ne peut prétendre à l'obtention du point bonus[12].

### Tours en tête
- Max Verstappen (Red Bull-Honda RBPT) : 54 tours (1-14 / 18-57)[13]
- Sergio Pérez (Red Bull-Honda RBPT) : 3 tours (15-17)

## Classements généraux à l'issue de la course
| Pos. | Pilote           | Écurie                | Points |
| ---- | ---------------- | --------------------- | ------ |
| 1    | Max Verstappen   | Red Bull-Honda RBPT   | 25     |
| 2    | Sergio Pérez     | Red Bull-Honda RBPT   | 18     |
| 3    | Fernando Alonso  | Aston Martin-Mercedes | 15     |
| 4    | Carlos Sainz Jr. | Ferrari               | 12     |
| 5    | Lewis Hamilton   | Mercedes              | 10     |
| 6    | Lance Stroll     | Aston Martin-Mercedes | 8      |
| 7    | George Russell   | Mercedes              | 6      |
| 8    | Valtteri Bottas  | Alfa Romeo-Ferrari    | 4      |
| 9    | Pierre Gasly     | Alpine-Renault        | 2      |
| 10   | Alexander Albon  | Williams-Mercedes     | 1      |

| Pos. | Écurie                | Points |
| ---- | --------------------- | ------ |
| 1    | Red Bull-Honda RBPT   | 43     |
| 2    | Aston Martin-Mercedes | 23     |
| 3    | Mercedes              | 16     |
| 4    | Ferrari               | 12     |
| 5    | Alfa Romeo-Ferrari    | 4      |
| 6    | Alpine-Renault        | 2      |
| 7    | Williams-Mercedes     | 1      |

## Statistiques
Le Grand Prix de Bahreïn 2023 représente :
- la 21e pole position de Max Verstappen[16] ;
- la 36e victoire de Max Verstappen[17] ;
- la 93e victoire de Red Bull[18] ;
- le 23e doublé de Red Bull[19] ;
- la 1re victoire de Honda RBPT en tant que motoriste[20].

Au cours de ce Grand Prix :
- Lance Stroll passe la barre des 200 points inscrits en Formule 1 (202 points)[21] ;
- George Russell atteint la barre des 300 points inscrits en Formule 1[22] ;
- Fernando Alonso est élu « pilote du jour » à l'issue d'un vote organisé sur le site officiel de la Formule 1[23] ;
- Fernando Alonso monte sur son 99e podium, son premier depuis le Grand Prix du Qatar 2021[24] ;
- Fernando Alonso dispute sa 20e saison de Formule 1 et établit ainsi un nouveau record[25] ;
- pour la première fois depuis 2017, Williams marque lors du Grand Prix d'ouverture de la saison[26] ;
- Derek Warwick (146 départs en Grands Prix entre 1981 et 1993, quatre podiums, 71 points inscrits) est nommé conseiller par la FIA pour aider dans leurs jugements le groupe des commissaires de course[27].